# Vogues of 1938
Vogues of 1938 es una película musical dirigida por Irving Cummings en 1937, y protagonizada por Warner Baxter y Joan Bennett. 
La película recibió una nominación al premio Óscar a la mejor canción original por That Old Feeling, canción compuesta por Sammy Fain con letra de Lew Brown, cantada en el filme por Shep Fields; fue vencida por la canción Sweet Leilani que interpretaba Bing Crosby en la película Waikiki Wedding.